# Shikotan

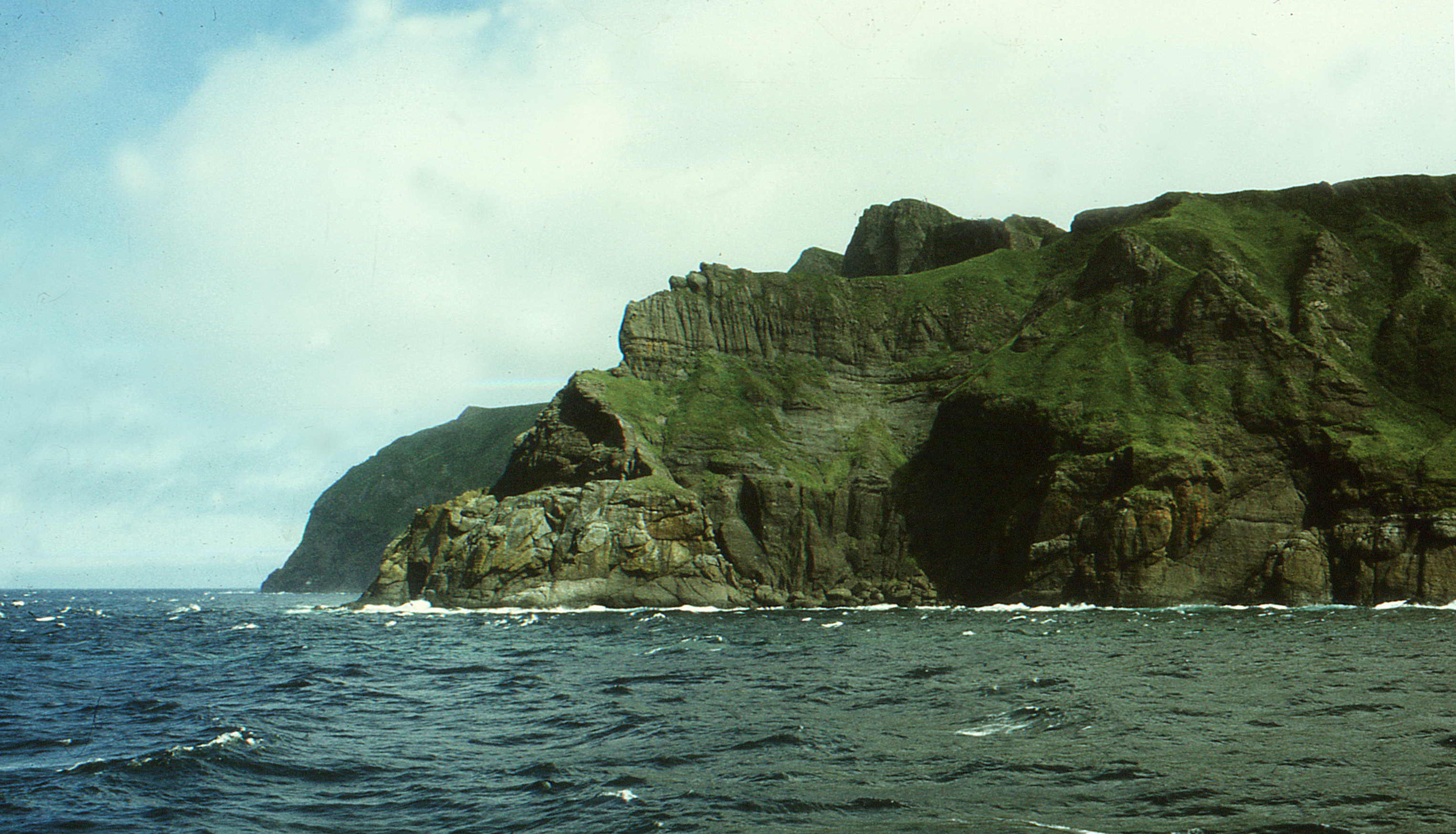
Shikotán

Shikotán (en ruso: Шикотан, y en japonés: Shikotán,色丹) es una isla en el archipiélago de las islas Kuriles. Tiene una superficie de 250 km². Pertenece al grupo de las Kuriles meridionales. Japón mantiene con Rusia una disputa por esta isla, ya que la reclama desde que la Unión Soviética (y actualmente Rusia) ocupara la misma junto a otras islas del archipiélago hacia el final de la Segunda Guerra Mundial.
En la isla hay dos pequeñas localidades, Malokurílskoye y Krabozavódskoye.

## Geografía
La isla de Shikotán se encuentra entre las coordenadas geográficas siguientes:
- latitud: 43°42' y 43°53' N,
- longitud: 146°36' y 146°54' E,
- máxima altitud: 413 m s. n. m.

Al noroeste se encuentra la isla Kunashir, separada por el estrecho de las Kuriles Meridionales, y al suroeste las islas Jabomai, por el estrecho de Spanberg. 
Administrativamente es controlada por el óblast de Sajalín.
- Datos: Q1043128
- Multimedia: Shikotan / Q1043128